# Analamanga
Analamanga is een regio in centraal Madagaskar en het wordt omringd door het hoofdstedelijk gebied. De regio grenst in het noorden aan Betsiboka, in het westen aan Bongolava en Itasy, in het oosten aan Alaotra-Mangoro en in het zuiden aan Vakinankaratra.

## Districten
De regio bestaat uit acht districten:
- Ambohidratrimo
- Andramasina
- Anjozorobe
- Ankazobe
- Antananarivo-Renivohitra
- Antananarivo-Atsimondrano
- Antananarivo-Avaradrano
- Manjakandriana